# Los Viagras
Los Viagras es un grupo criminal de Michoacán, México. El dirigente del grupo es Nicolás Sierra Santana ("El Gordo"), quien actualmente tiene órdenes de arresto para cuentas múltiples de homicidio, además de controlar los laboratorios de metanfetaminas en Tierra Caliente de Michoacán, disputándose el territorio contra el Cártel de Jalisco Nueva Generación (CJNG).
En agosto de 2024 se confirmó que Los Viagras se aliaron con el CJNG, sobre todo por el control de las extorsiones contra los productores de aguacate y limón, así como la lucha compartida contra Cárteles Unidos.

## Orígenes y actividades
El grupo comenzó a operar como una organización de autodefensa entre en 2013 y 2014 (Grupos de Autodefensa Comunitaria), así como disidentes de Los Caballeros Templarios y la Familia Michoacana. El anterior comisionado de seguridad Michoacán Alfredo Castillo Cervantes entonces les preguntó para asistir en los esfuerzos para capturar al dirigente de los Caballeros Templarios, Servando “La Tuta” Gómez, quien finalmente fue arrestado en Morelia en febrero de 2015.
El nombre de "Los Viagras" proviene de un chiste, debido al uso excesivo de gel que uno de los hermanos más jóvenes utilizó en su cabello para hacer un estilo respingado, cuando Nicolás Sierra Santana explicó en una entrevista con un reportero en el contexto de Grupos de Autodefensa Comunitaria, el cual emergió en Tierra Caliente en 2013. Cuando anunciando el primer intento para desarmar y disolver los grupos de defensa propia en diciembre de 2014, "Los Viagras" tomaron la presidencia municipal de Apatzingán y se suscitó un enfrentamiento contra la Policía Federal el 6 de enero de 2015, con un saldo de 10 civiles muertos y 21 heridos. Al siguiente año el grupo se enfrascó con una serie de enfrentamientos contra otros carteles, siendo comunes los enfrentamientos armados y los bloqueos a carreteras en las vías que comunican Apatzingán y Buenavista.
Los Viagras siguieron expandiéndose al comercio de fármacos ilegales, primero por devenir implicado en la producción y transporte de metafetamina, el cual les trajo a una disputa con el Cártel de Jalisco Nueva Generación en particular en la región de Tierra Caliente en Michoacán. El grupo también ha sido conocido por usar a menores de edad como escudos humanos, y ser uno de los principales generadores de violencia en la región.
Un grupo de sicarios fueron arrestados y fueron señalados por haber cometiendo docenas de asesinatos desde febrero de 2019. En febrero de 2020, nueve personas, incluyendo tres niños fueron asesinados por hombres armados del Cártel Jalisco Nueva Generación en una arcade durante una disputa. El ataque fue visto como un recrudecimiento de la violencia en la región y encendio los focos rojos de las autoridades municipales y estatales. El 4 de septiembre el ejército decomiso un camioneta con blindaje artesanal utilizada por el grupo, y asegurada por la Guardia Nacional en San José de Chila, municipio de Apatzingán, Michoacán.
Actualmente varios líderes regionales de Los Viagras han sido asesinados o detenidos, entre ellos Gabino Sierra, alias "El Choche", quien fue arrestado en el mes de marzo de este año, mientras que Carlos Sierra, más conocido como "El Greñas" o "El Sopa" fue abatido durante un enfrentamiento con otros grupos delincuenciales. Hasta junio de 2020, el Cártel de Jalisco Nueva Generación no ha logrado tomar el territorio de Los Viagras en Tierra Caliente, cubriendo partes de los estados de Michoacán, Guerrero y el Estado de México. A pesar de los numerosos ataques del CJNG, se sabe que Los Viagras y el "Cartel del Abuelo" tenían una "ventaja profunda" sobre el cártel Jalisco en Tierra Caliente El exlíder autodefensa y excandidato del partido Partido Encuentro Social Hipólito Mora confirmó en una entrevista realizada en julio de 2021 que algunos de sus sobrinos están involucrados con el Cártel Jalisco Nueva Generación y Los Viagras, aunque deslindándose de cualquier actividad criminal, inclusive de la actividad como autodefensas.

## Ataques y hechos violentos
El grupo ha sembrado el terror en la región, siendo constantes sus enfrentamientos contra otros miembros de las fuerzas de seguridad y cárteles rivales. El 26 de diciembre de 2016 fueron hallados seis cadáveres decapitados en el municipio de Jiquilpan de Juárez, correspondiendo los cuerpos a vecinos del municipio de Sahuayo. El 14 de febrero de 2020, ocho sicarios del CJNG fueron ejecutados en el rancho "Los García", en el municipio de Huetamo, donde paramédicos y policías acudieron al lugar y encontraron los cadáveres de ocho hombres, con huellas de tortura, atados de las manos y con impactos de bala. Un noveno hombre fue encontrado gravemente herido.
El 28 de febrero de 2018 se reporta una emboscada que dejó como saldo un oficial y seis delincuentes muertos, así como seis oficiales resultaron heridos en el municipio de Tingüindín. El enfrentamiento se prolongó durante cuatro horas y además se capturó a siete sicarios de los Viagras. El grupo también es responsable por una serie de bloqueos ocurridos a principios del mes de marzo cerca de Apatzingán de la Constitución, que dejó como saldo más de 18 vehículos incendiados. El 27 de julio del mismo año se reportó el ataque armado a un velorio en el municipio de Uruapan, que dejó como saldo ocho personas muertas y más de diez heridas. Las autoridades creen que el ataque fue ordenado por “El Piri”, jefe de sicarios en el municipio.
El 13 de diciembre de 2019 sicarios del grupo, asesinaron a balazos el exalcalde del municipio de Municipio del Aguaje, Lorenzo Barajas Eredia, cuando salía de una fiesta. Desde el 31 de enero se registraron una serie de enfrentamientos (que dejaron un oficial herido), narcobloqueos y barricadas en las afueras del municipio de Uruapan, esto por la detención de tres líderes del grupo criminal, sobresaliendo el de Luis Felipe “N”, alias “El Vocho”. El 28 de abril del 2020 dieciocho miembros de los Viagras fueron ejecutados en una emboscada realizada por miembros del CJNG, mientras descansaban en un campamento, esto a las afueras del municipio de Aguililla, Michoacán. A principios de mes los sicarios del grupo amenazaron a cualquier civil que colabore con el CJNG, en un video grabado cerca de la comunidad Los Zapotes, municipio de Cotija. Esto se dio después de la ejecución de cinco presuntos miembros de Los Viagras, llegando a hacer bloqueos en la carretera Apatzingán-Aguililla. En el lugar fueron encontrando armas largas, cortas y algunos blindados hechizos (llamados monstruos) durante el fin de semana se detuvieron solo a dos sicarios. El 5 de agosto es arrestado Daniel Sierra Santana alias “El Chaco” y otros líderes de regionales del grupo en la comunidad de La Ruana, después del enfrentamiento y posterior detención un grupo de pobladores retuvo durante horas a un convoy militar, reclamándoles la liberación de algunos miembros del grupo criminal, capturados durante un choque entre sicarios y fuerzas armadas el pasado lunes, en las comunidades Punta de Agua y Felipe Ángeles, al sur del municipio de Buenavista.
A este hecho se suma el ataque a los cuarteles militares ubicados en las comunidades Felipe Carrillo Puerto, La Ruana, municipio de Buenavista, y en Apatzingán. Los Viagras exigieron que se retiren los soldados de la región. El 28 de agosto, sicarios tuvieron un enfrentamiento contra gendarmes de la Guardia Nacional, en el municipio de Los Reyes de Salgado, dejando el saldo de un sicario muerto. El fallecido (del que no se reveló nombre) se le identificó solo como un líder local de Los Viagras.
Desde principios de agosto el grupo criminal ha tenido una sangrienta disputa contra miembros del CJNG, en el municipio de Bonifacio Moreno, enfrentamientos que se venían suscitando desde el mes de junio del presente año y que fueron recrudeciéndose por la presencia del ejército, donde además ingresaron sicarios con camiones blindados, de los denominados “monstruos”. Ya en septiembre del presente año el grupo clamaba que el municipio ya estaba bajo su control, además de amenazar a miembros del CJNG, aunque a pesar de esto se siguieron desatando más enfrentamientos en los días posteriores. El 9 de noviembre del 2020 se registró un enfrentamiento entre células del CJNG y Los Viagras en el municipio de Zamora,Michoacán, dejando a dos sicarios muertos. También desde finales del 2020 el municipio de Aguililla ha sufrido un éxodo en el que más de la mitad de la población ha huido de la localidad, por los constantes enfrentamientos entre carteles.
El 2 de noviembre del 2021: un ataque armado se registró en la comunidad indígena de Tarecuato, en el municipio de Tangamandapio, los cuales sus edades rondaban entre los 15 y 19 años, causando indignación en la comunidad y la opinión pública. En los días siguientes las autoridades arrestaron a un total de cuatro sicarios del grupo. A pesar de las detenciones los familiares de los fallecidos realizaron diversas manifestaciones para que la masacre no quede impune y se detengan a todos los responsables.
En marzo del 2021 distintos grupos armados tomaron la cabecera de Nuevo Parangaricutiro, desconociéndose el saldo de afectados por los enfrentamientos. Horas después el ejército llegó a controlar la situación, lo que derivó en un enfrentamiento en los que murieron cinco sicarios y se reportaron varios detenidos. No fue hasta el 29 de mayo del 2021 cuando la Secretaría de Seguridad Pública de Michoacán confirmó que los Viagras robaron más de 15 vehículos para usarlos como barricada los municipios de Parácuaro, Apatzingán, Buenavista, Tepalcatepec y Aguililla, las cuales fueron atravesadas e incendiadas. Además de los bloqueos, se registraron incendios en algunas propiedades y calles de Morelia.

## Caída de líderes
- 10 de diciembre de 2016 fueron arrestados diez presuntos miembros de Los Viagras (entre ellos dos menores de edad) esto en el municipio de Gabriel Zamora.[73]

- 5 de enero de 2017 es arrestado Omar M., alias “El Duende” fue arrestado después de un operativo realizado por la Policía Michoacana y la Secretaría de la Defensa Nacional, señalado por ser líder de una célula de Los Viagras.[74][75]

- 9 de enero Días después es arrestado Jorge C., alias “El Mecánico”, señalado como presunto jefe de plaza de “Los Viagras”, con influencia en municipios como Numarán y en Pénjamo, en el estado de Guanajuato.[76][77]

- 6 de marzo Es confirmada la muerte Juan Carlos Sierra Santana, alias “La Sopa”, esto después de un enfrentamiento contra otros criminales, esto en la localidad de Peña Colorada, municipio de Aguililla. La Secretaría de la Defensa Nacional y la secretaría de seguridad pública confirmaron la muerte después de saber que los restos de "La Sopa" fueron velados en la localidad de Purépero, municipio de Buenavista.[78][79]

- 30 de junio es arrestado Omar Faburrieta Pérez alías "El Gordo" fue arrestado por elementos del Ejército y de Policía Michoacana considerado hombre de confianza de César Sepúlveda Arellano “El Bótox”, lugarteniente de “Los Viagras”. Los arrestados tenían siete rifles de asalto y decenas de municiones.[80][81]

- 1 de marzo del 2018 Gabino Sierra Santana, alias “El Ingeniero”,[82][83][84][85] el cual su identidad y detenciones han sido complicadas de confirmar, ya que también fue supuestamente arrestado en noviembre del mismo año.[86] El 6 de julio del 2019 fue presuntamente arrestado junto a Ignacio Ambriz Cano, El Yogurt y Bruno Arreguín, cuñado de "El Ingeniero", lo que dejó una serie de bloques en  las localidades de Catalinas y Pinzándaro, situadas en el municipio michoacano de Buenavista.[87][88]

- 27 de abril del 2018 es detenido Iván García Salgado alías "El Ratón", segundo al mando del grupo criminal, además de estar en la lista de los 122 objetivos prioritarios del gobierno Federal. "El Ratón" es el principal sospechos de ordenar atentados contra instalaciones de la Procuraduría General de la República en Zamora el 8 de septiembre de 2017, y otros delitos como homicidios, secuestro, extorsión, trasiego de droga de México a Estados Unidos y la violación de la Ley Federal de Armas de Fuego y Explosivos.[89][90]

- 8 de julio del 2018 es arrestado Rafael V. “El Piri”, identificado por las autoridades estatales y federales como supuesto jefe de sicarios al servicio de Juan Carlos Rivas “El Rifle”, y presunto responsable de ordenar un ataque armado contra un velorio en la localidad de Uruapan.[91][38]

- 14 de agosto es arrestado Ricardo “E”, alias “El Tanque”, líder de una célula de los Viagras, fue arrestado por agentes de la Unidad Especializada de Combate al Secuestro (UECS), esto en el estado de Jalisco. "El Tanque" es culpado del secuestro del líder de Morena en Michoacán.[92][93]

- 31 de enero del 2020 es arrestado Luis Felipe “N”, alias “El Vocho”, líder de una célula de Los Viagras en Uruapan, junto a Mario Ernesto “N” y Francisco Javier “N” fueron vinculados a proceso. Sus detenciones[94][95] Sus detenciones llevaran a una serie de bloqueos y enfrentamientos con las autoridades.[41][96]
- 2 de noviembre del 2021: un ataque armado se registró en la comunidad indígena de Tarecuato, en el municipio de Tangamandapio, los cuales sus edades rondaban entre los 15 y 19 años,causando indignación en la comunidad y la opinión pública.[97][64] En los días siguientes las autoridades arrestaron a un total de cuatro sicarios del grupo.[98][65]
- 22 de abril de 2022: Gustavo N., el Gusano, en la ciudad de Zamora, quien cuenta con una decena de órdenes de arresto por al menos 15 asesinatos, secuestro y tentativa de homicidios, seis de ellas en contra de seis mujeres.[99][100]

### La "Güera China"
Esthela de Jésus "N" (nacida en San Cristóbal de Las Casas) alías la "Güera China" o también conocida como “La Comandante Güera” o “Güerachina”, era una sicaria que antes había pertenecido a la Guardia Nacional, desertando de la corporación el pasado 16 de febrero del 2021, Esthela, formaba parte de la 28° Batallón de la Guardia Nacional ubicado en el municipio de Apatzingán, siendo comandante del brazo armado "Los Blancos de Troya" Los Viagras los meses posteriores.
La "Güera China" se dedicaba primero a espiar y vender información de las fuerzas de seguridad a los Viagras, y después de desertar a cobrar extorsiones en los municipios aledaños, y a la fabricación de drones con explosivos, usados por el grupo criminal para combatir al CJNG. El 11 de julio del mismo año, cuatro sicarios de "Los Blancos de Troya" y la "Guera China" murieron al manipular un dron explosivo.

### Cambio de alianzas
Si bien Los Viagras fueron, las disputas internas terminaron por orillarlos a aliarse con el CJNG, en su lucha para combatir a Los Caballeros Templarios y "Los de Tepeque" otra banda delictiva local, aunque expertos mencionan que esta alianza sera relativamente corta, La alianza fue confirmada por la Secretaría de Defensa Nacional en noviembre del 2024.